# Kim Bo-ra
Kim Bo-ra (hangul: 김보라; rr: Gim Bo-ra; MR: Kim Pora; nascida em 28 de setembro de 1995) é uma atriz sul-coreana. Ela ganhou reconhecimento por seu papel na série Sky Castle (2018). Kim começou sua carreira ainda criança, no filme For Horowitz (2006), e desde então atuou em dramas e filmes, como Jungle Fish 2 (2010), Bel Ami (2013), Glamorous Temptation (2015), entre outras produções.

## Vida pessoal
Em 5 de março de 2024, a JTBC informou que Kim se casaria com o diretor Jo Ba-reun após três anos juntos. De acordo com a emissora, Kim Bo-ra e o diretor se conheceram durante o filme Ghost Mansion de 2021 e começaram a namorar logo depois. A agência de Kim confirmou isso mais tarde e revelou que a cerimônia acontecerá em junho e que o casamento será um evento privado, somente com as famílias e amigos dos noivos. O casamento ocorreu em 8 de junho de 2024.

## Filmografia

### Filmes
| Ano  | Título                      | Papel            | Ref.          |
| ---- | --------------------------- | ---------------- | ------------- |
| 2006 | For Horowitz                | Min-hee          |               |
| 2007 | Shim's Family               | School girl      |               |
| 2007 | Small Town Rivals           | jovem Hyang-soon |               |
| 2007 | Evil Twin                   | jovem So-yeon    |               |
| 2012 | Children of Heaven          | Cho Seong-ah     | [ 11 ]        |
| 2012 | Grape Candy                 | Yeo-eun          |               |
| 2012 | Perfect Number              | Yoon-ah          | [ 12 ]        |
| 2013 | Incomplete Life: Prequel    | Ahn Young-yi     | [ 13 ]        |
| 2014 | Monster                     | Park Eun-jeong   | [ 14 ]        |
| 2015 | Shoot Me in the Heart       | Eun-yi           |               |
| 2016 | Time Renegades              | Choi Hyun-joo    |               |
| 2016 | Night Song                  | Hee-in           | [ 15 ]        |
| 2016 | I Miss You - Boy meets girl | Ha-jin           |               |
| 2019 | Goodbye Summer              | Han Soo-min      | [ 16 ]        |
| 2019 | Warning: Do Not Play        | Kim Ji-soo       | [ 17 ]        |
| 2021 | Ghost Mansion               | Da hye           | [ 18 ]        |
| 2022 | Love and Leashes            | Hana             | [ 19 ]        |
| 2022 | Garden of the Stars         | Narradora        | [ 20 ]        |
| 2023 | The Ghost Station           |                  | [ 21 ] [ 22 ] |

### Séries de televisão
| Ano       | Título                                         | Papel                             | Rede           | Ref.          |
| --------- | ---------------------------------------------- | --------------------------------- | -------------- | ------------- |
| 2005      | Wedding                                        | jovem Lee Se-na                   | KBS2           |               |
| 2006      | Famous Princesses                              | Goo Seul-bi                       | KBS2           | [ 23 ]        |
| 2006      | Love Me When You Can                           | Ha Yoo-mi                         | MBC            |               |
| 2007      | Kimchi Cheese Smile                            | jovem Shin Yeon-ji                | MBC            |               |
| 2008      | My Pitiful Sister                              | Ji-yoon                           | KBS1           |               |
| 2010      | Jungle Fish 2                                  | Yoon Gong-ji                      | KBS2           | [ 24 ]        |
| 2011      | Royal Family                                   | jovem Kim In-sook                 | MBC            | [ 25 ]        |
| 2011      | Scent of a Woman                               | jovem Lee Yeon-jae                | SBS            |               |
| 2011      | Vampire Prosecutor 1                           | Yeon-ji                           | OCN            |               |
| 2012      | Ugly Cake                                      | Seo Yoo-min                       | MBC            | [ 26 ]        |
| 2012      | Seoyoung, My Daughter                          | jovem Lee Yeon-hee                | KBS2           |               |
| 2013      | Master's Sun                                   | Ha Yoo-jin (especial, episódio 2) | SBS            | [ 27 ]        |
| 2013      | Love in Her Bag                                | adolescente Eun Jung-soo          | JTBC           | [ 28 ]        |
| 2013–2014 | Pretty Man                                     | Kwi-ji                            | KBS2           | [ 29 ]        |
| 2014      | Mother's Garden                                | Kim Soo-ah                        | MBC            | [ 30 ]        |
| 2014      | Climb The Sky Walls                            | Yoo-jin                           | KBS2           | [ 31 ]        |
| 2014      | S.O.S. (Strawberry On the Shortcake) - Save Me | Jung Yoo-yi                       | KBS Drama      | [ 32 ]        |
| 2014      | Bland You                                      | Bo-ra                             | EBS1           | [ 33 ]        |
| 2015      | Who Are You: School 2015                       | Seo Young-eun                     | KBS2           | [ 34 ]        |
| 2015      | Glamorous Temptation                           | jovem Kang Il-joo                 | MBC            | [ 35 ]        |
| 2016      | Webtoon Hero Toondra Show 2 - Flower Family    | Dokgo Eok-sae                     | MBC every1     | [ 36 ]        |
| 2017      | The King in Love                               | jovem Princesa Wonseong           | MBC            | [ 37 ]        |
| 2017      | Avengers Social Club                           | Baek Seo-yeon                     | tvN            | [ 38 ]        |
| 2018–2019 | Sky Castle                                     | Kim Hye-na                        | JTBC           | [ 39 ]        |
| 2019      | Ghostderella                                   | Min-ah                            | LIFETIME Korea | [ 40 ] [ 41 ] |
| 2019      | Her Private Life                               | Cindy / Kim Hyo-Jin               | tvN            | [ 42 ]        |
| 2020      | Touch                                          | Han Soo-yeon                      | Channel A      | [ 43 ]        |
| 2020      | SF8 - Joan's Galaxy                            | Joan                              | MBC            | [ 44 ]        |
| 2020      | Drama Special - Stealing Sleep                 | Hong-joo                          | KBS2           | [ 45 ]        |
| 2021      | Love Scene Number                              | Doo-ah                            | WAVVE          | [ 46 ]        |
| 2023–2024 | Like Flowers in Sand                           | Joo Mi-ran                        | ENA            | [ 47 ]        |

### Webséries
| Ano  | Título              | Papel                     | Notas | Ref.          |
| ---- | ------------------- | ------------------------- | ----- | ------------- |
| 2017 | My Only Love Song   | Gwang-nyeo / Gerente Nova |       |               |
| 2018 | Luv Pub             | Baek Ha-yeon              |       | [ 48 ] [ 49 ] |
| 2018 | Love Your Glow      | Kang Yoo-na               |       | [ 50 ]        |
| 2021 | I'm Watching You    | MC                        |       | [ 51 ] [ 52 ] |
| 2023 | Finnish Papa        | Lee Yu-ri                 |       | [ 53 ]        |
| ASA  | Death to Snow White | Ha Seol                   |       | [ 54 ]        |

### Participações em vídeos musicais
| Ano  | Título                       | Artista         | Ref.   |
| ---- | ---------------------------- | --------------- | ------ |
| 2012 | "I need you"                 | K.Will          | [ 55 ] |
| 2013 | "The Day to Love"            | Lee Seung-cheol | [ 56 ] |
| 2015 | "My first love"              | Berry Good      | [ 57 ] |
| 2019 | "If you listen to this song" | Cho Dae-ho      | [ 58 ] |

## Discografia
| Ano  | Título                              | Notas                             | Ref.   |
| ---- | ----------------------------------- | --------------------------------- | ------ |
| 2010 | "Feeling Sad (Versão de despedida)" | trilha de Jungle Fish 2 OST       | [ 59 ] |
| 2020 | "Breath of the Stars"               | trilha de SF8 - Joan's Galaxy OST | [ 60 ] |

## Embaixadora
| Ano  | Título                                                                          | Notas                              | Ref.   |
| ---- | ------------------------------------------------------------------------------- | ---------------------------------- | ------ |
| 2013 | Embaixadora Honorária do "16º Festival Internacional de Quadrinhos de Bucheon"  |                                    | [ 61 ] |
| 2015 | Embaixadora Honorária do "17º Festival Internacional de Cinema Juvenil de Seul" |                                    | [ 62 ] |
| 2019 | Embaixadora Honorária do "3º Jornada da Juventude da Coreia"                    |                                    | [ 63 ] |
| 2021 | Embaixadora dos Filmes Desobstruídos de 2022                                    | com Jang Dong-yoon e Oh Seong-yoon | [ 64 ] |

## Prêmios e indicações
| Cerimônia de premiação | Ano  | Categoria                                  | Indicado(s)/Trabalho(s) | Resultado | Ref.   |
| ---------------------- | ---- | ------------------------------------------ | ----------------------- | --------- | ------ |
| Korea Drama Awards     | 2019 | Personagem Feminina Popular                | Sky Castle              | Venceu    | [ 65 ] |
| MBC Drama Awards       | 2021 | Prêmio de Excelência, Atriz em Drama Curto | Love Scene Number       | Indicado  | [ 66 ] |